# Нурмаганов, Сатан
Сатан Нурмаганов (род. 1929 года) — скотник совхоза «Восточный» Энбекшильдерского района Кокчетавской области, Казахская ССР. Герой Социалистического Труда (1971).

## Биография
В 1970 году обслуживал 116 голов крупного рогатого скота. Добился стопроцентного сохранения телят и получил в среднем по 1100 граммов суточного привеса. 8 апреля 1971 года Указом Президиума Верховного Совета СССР удостоен звания Героя Социалистического Труда «за выдающиеся успехи, достигнутые в развитии сельскохозяйственного производства и выполнении пятилетнего плана продажи государству продуктов земледелия и животноводства» с вручением ордена Ленина и золотой медали Серп и Молот.
Избирался делегатом XXIV съезда КПСС.